# François Tandonnet
Pour les articles homonymes, voir Tandonnet.
François Tandonnet est né le 20 août 1977 à Agen.
Il est issu d'une vieille famille d'avocats et d'armateurs du Sud-Ouest de la France.
Il est un joueur de rugby à XV évoluant au poste de demi de mêlée (1,79 m pour 76 kg). Il annonce sa retraite sportive le 15 mai 2009 à Mont-de-Marsan. 
Il exerce le métier d'avocat en droit Public et droit Immobilier au Barreau d'Agen,.

## Clubs successifs
- Jusqu'en 2005 : SU Agen
- De 2005 à 2009 : Stade montois
- Depuis 2012 : Tournon d'Agenais (honneur)[4]

## Palmarès
- Championnat de France de rugby à XV :
  - Finaliste (1) : 2002